# Escape de palanca

Escape de palanca recto o suizo (azul) y volante (amarillo)

Animación del escape de palanca recta, que muestra el movimiento de la palanca (azul), las paletas (rojo) y la rueda de escape (amarillo)

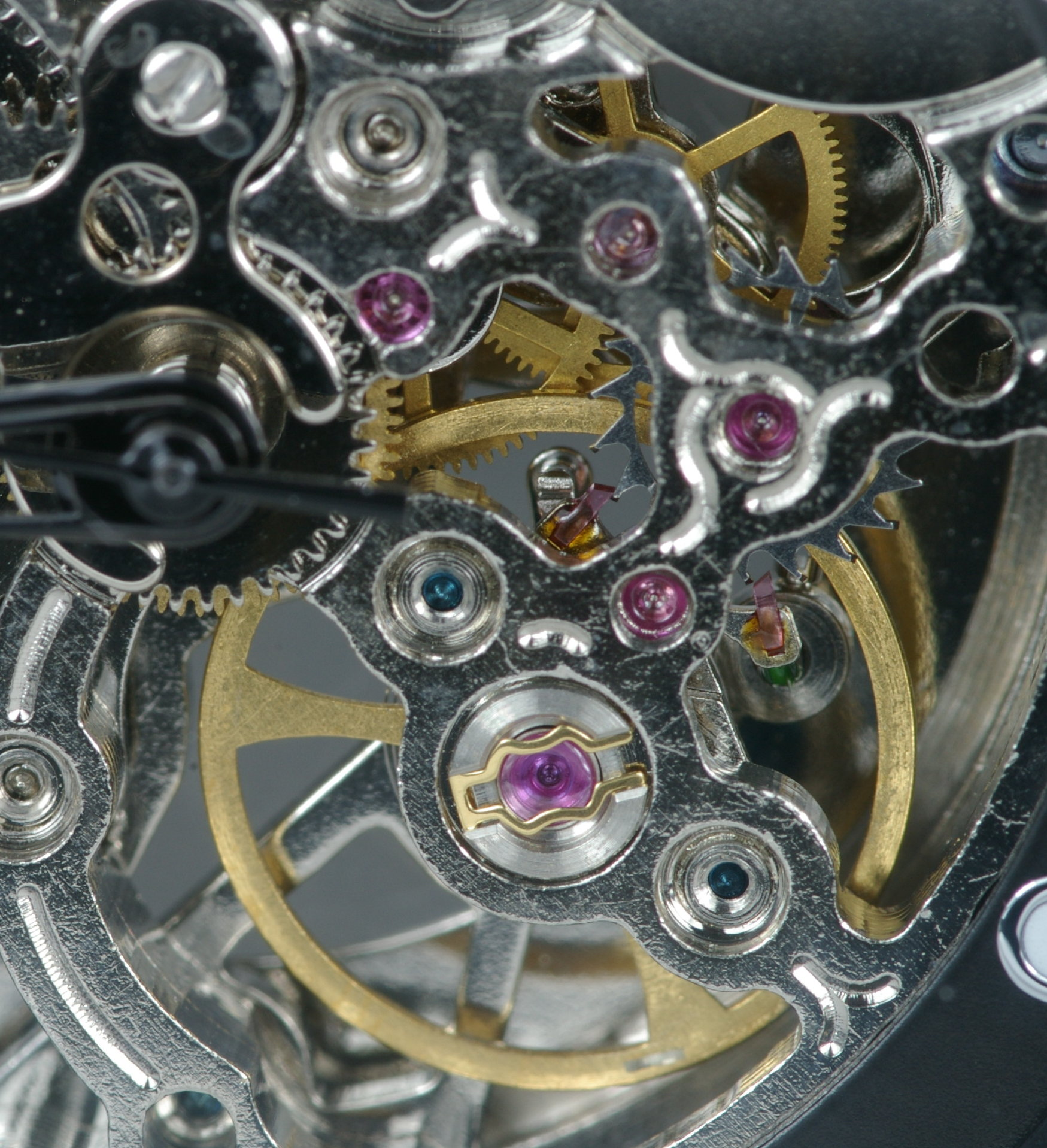
Un escape de palanca en un reloj mecánico. El círculo dorado más grande es el volante. La rueda de escape es el engranaje plateado de arriba y a la derecha, cuyo cojinete está rodeado por un grabado decorativo. La mayor parte de la palanca está oculta, pero ambas paletas son visibles

El escape de palanca, inventado por el relojero británico Thomas Mudge en 1755, es un tipo de escape que se utiliza en casi todos los relojes mecánicos, especialmente en pequeños modelos sin péndulo, despertadores y temporizadores de cocina.
Un escape es un enlace mecánico que empuja el volante del reloj, manteniéndolo girando hacia adelante y hacia atrás, de forma que con cada giro el tren de engranajes del reloj avanza una cantidad fija, moviendo así las manecillas hacia adelante a un ritmo constante. El escape es el elemento que produce el clásico sonido de "tic-tac" en los relojes mecánicos.

## Invención
El escape de palanca fue inventado por el relojero británico Thomas Mudge alrededor de 1755, siendo mejorado por Abraham-Louis Breguet (1787), Peter Litherland (1791) y Edward Massey (1800). Una versión moderna (denominada "rodillo de mesa" ) fue desarrollado por George Savage a principios del siglo XIX. Desde aproximadamente 1900, prácticamente todos los relojes mecánicos, como despertadores y otros modelos portátiles han utilizado la palanca de escape.

## Ventajas
Las ventajas del diseño con palanca son, en primer lugar, que es un escape "desprendido", permite que el volante se balancee completamente libre del escape durante la mayor parte de su oscilación, excepto cuando le da un impulso corto, mejorando la precisión del cronometraje. En segundo lugar, debido a la sucesión de movimientos de "bloquear" y "sacar", su acción es muy precisa. En tercer lugar, reinicia la marcha automáticamente, por lo que si el reloj sufre una sacudida durante su uso y el volante se detiene, se pondrá en marcha de nuevo. En relojes y temporizadores se utiliza una versión más barata y menos precisa del escape de palanca, llamado escape de paletas y pasadores, inventado por Georges Frederic Roskopf en 1867.

## Funcionamiento
La rueda de escape está acoplada al tren de ruedas del reloj, que le aplica el par del resorte motor. La rotación de la rueda de escape está controlada por las paletas del áncora. La rueda de escape tiene dientes de forma especial, ya sea en forma de trinquete o de bastón, que interactúan con dos piezas de rubí, la paleta de entrada y la de salida. La rueda de escape, salvo en casos excepcionales, tiene 15 dientes y está fabricada en acero. Las paletas están unidas sólidamente a la palanca, que tiene en su extremo una horquilla para recibir el impulso del rubí del eje del rodillo de equilibrio, fijado al eje del volante. El volante vuelve a su posición estática central gracias a un resorte espiral de equilibrio (que no se muestra en el diagrama). En los diseños modernos, es común que los soportes de las paletas y la horquilla se fabriquen como un solo componente. La palanca está montada en un eje y puede girar libremente entre dos pivotes fijos.
En reposo, uno de los dientes de la rueda de escape quedará bloqueado contra una paleta. Como se muestra en el diagrama, la rueda de escape gira en el sentido de las agujas del reloj y el diente de entrada se bloquea en su lugar contra la paleta de entrada, y la palanca es mantenida en su lugar mediante el pivote izquierdo. El pasador de impulso está situado dentro de la horquilla de la palanca y el volante está cerca de su posición central. Para ponerse en marcha basta con que la horquilla de la palanca reciba un mínimo impulso de rotación en sentido antihorario del volante a través del pasador de impulso (por ejemplo, al ser sacudido), haciendo girar la palanca ligeramente en el sentido de las agujas del reloj fuera del pasador de bancada izquierdo. Esto desbloquea la paleta de entrada, permitiendo que la rueda gire en sentido horario.
A medida que la rueda de escape (impulsada por el resorte motor) gira en el sentido de las agujas del reloj, el diente de entrada se desliza a través del plano de impulso inclinado de la paleta de entrada. Esto hace girar el áncora sobre su eje, lo que coloca la paleta de salida en el camino de la rueda de escape giratoria. Una vez que el diente de entrada abandona el plano de impulso de la paleta de entrada, la rueda puede girar una pequeña cantidad (llamada "suelta") hasta que el diente de salida de la rueda de escape entra en contacto con la cara de bloqueo de la paleta de salida. En este instante,  se dice que la rueda está bloqueada en la paleta de salida. Desde la liberación de la paleta de entrada hasta este punto, la rueda de escape habrá girado exactamente la mitad del ángulo de 24 grados existente entre dos dientes.
El impulso recibido por la paleta de entrada cuando el diente se mueve sobre la cara de impulso es transferido por la palanca al volante a través del rubí del pasador de impulso situado en el rodillo del volante. La palanca se mueve hasta que descansa contra el pasador derecho, y se mantiene en esta posición gracias a la fuerza del diente de salida contra el rubí de la paleta de salida (movimiento denominado "sacada"). Esto significa que para desbloquear la rueda debe ser girada un poco hacia atrás, lo que se realiza mediante el impulso de retorno del volante a través del pasador de impulso.
Una vez que el diente de salida se bloquea, el volante gira en sentido antihorario, sin interferencias del escape hasta que el resorte de equilibrio lo lleva hacia atrás en el sentido de las agujas del reloj y el pasador de impulso vuelve a entrar en la horquilla. Esto desbloqueará el escape, liberándolo para que el diente de salida pueda deslizarse sobre el plano de la paleta de salida, que transfiere un impulso en sentido horario al pasador del volante a través de la horquilla de la palanca, mientras la empuja hacia arriba contra el pasador izquierdo. La rueda de escape vuelve a moverse hasta que el diente de entrada se bloquea en la paleta de entrada, que ahora se mantiene en su lugar mediante el pasador izquierdo, que bloquea la palanca. El volante continúa en el sentido de las agujas del reloj, nuevamente libre de interferencias hasta que el resorte de equilibrio lo lleva hacia atrás a la posición central, desde donde el ciclo comienza de nuevo.
Cada movimiento hacia adelante y hacia atrás del volante desde y hacia su posición central corresponde al paso de un diente (movimiento llamado "latido"). Un escape de palanca de reloj típico late a 18.000 o más latidos por hora. Cada latido le da un impulso al volante, por lo que hay dos impulsos por ciclo. A pesar de estar bloqueada en reposo la mayor parte del tiempo, la rueda de escape gira normalmente a un promedio de 10 rpm o más.
El origen del sonido "tic tac" es causado por este mecanismo de escape, de forma que a medida que el volante se balancea hacia adelante y hacia atrás, se escucha el sonido de un tic-tac.

## Sacada
La fiabilidad del escape de palanca moderno depende del movimiento de sacada. Las paletas están inclinadas, de modo que la rueda de escape debe retroceder un poco durante el desbloqueo. En la sacada, se mantiene la palanca contra los pasadores durante la parte separada del ciclo operativo. El ángulo de sacada suele ser de entre 11 y 15 grados con respecto a la orientación radial.
Los primeros escapes de palanca carecían del movimiento de sacada (de hecho, algunos fabricantes lo consideraron perjudicial como causa de fricción adicional en el desbloqueo); como resultado, una sacudida podía provocar en el desbloqueo del escape.

## Movimiento de reloj de palanca
La mayoría de los relojes mecánicos modernos utilizan escapes con paletas de rubí sintético o zafiro para las áreas de mayor desgaste de la maquinaria.

## Escape de paletas y pasadores
Una versión más barata y menos precisa del escape de palanca se utiliza en despertadores, temporizadores de cocina, relojes de sobremesa, y hasta finales de la década de 1970, en relojes baratos, llamado escape Roskopf, de palanca con pasadores o de paletas con pasadores, en honor a Georges Frederic Roskopf, quien lo inventó en 1867. Funciona de manera similar al escaoe de palanca, excepto en que los rubíes de la paleta de la palanca se reemplazan por pasadores metálicos verticales. En un escape de palanca, las paletas tienen dos caras anguladas, la cara de bloqueo y la cara de impulso, que deben ajustarse cuidadosamente a los ángulos correctos. En el escape  con paletas de pasadores, sus dos caras están diseñadas con la forma de los dientes de la rueda de escape, eliminando ajustes complicados. Los pines están ubicados simétricamente en la palanca, lo que simplifica el ajuste del ritmo. Los relojes que usaban estos escapes se llamaban relojes de palanca con pasadores, y han sido reemplazados por relojes de cuarzo baratos.

## Tendencias futuras
Una tendencia reciente en el diseño de escapes es el uso de nuevos materiales, muchos de ellos tomados de la industria de fabricación de semiconductores. Un problema del escape de palanca es la fricción. El diente de la rueda de escape se desliza a lo largo de la cara de la paleta, causando fricción, por lo que las paletas y los dientes deben lubricarse. El aceite eventualmente se espesa, causando inexactitud y requiriendo limpieza y reengrase del movimiento aproximadamente cada 4 años. Una solución es hacer la rueda de escape y otras partes con materiales más duros que el acero, eliminando la necesidad de lubricación. Los materiales que se están probando incluyen silicio, níquel fósforo, diamante y diamante sobre silicio. Ulysse Nardin en 2001, Patek Philippe en 2005 y Zenith en 2013 introdujeron relojes con ruedas de escape de silicio.